# Canneleur

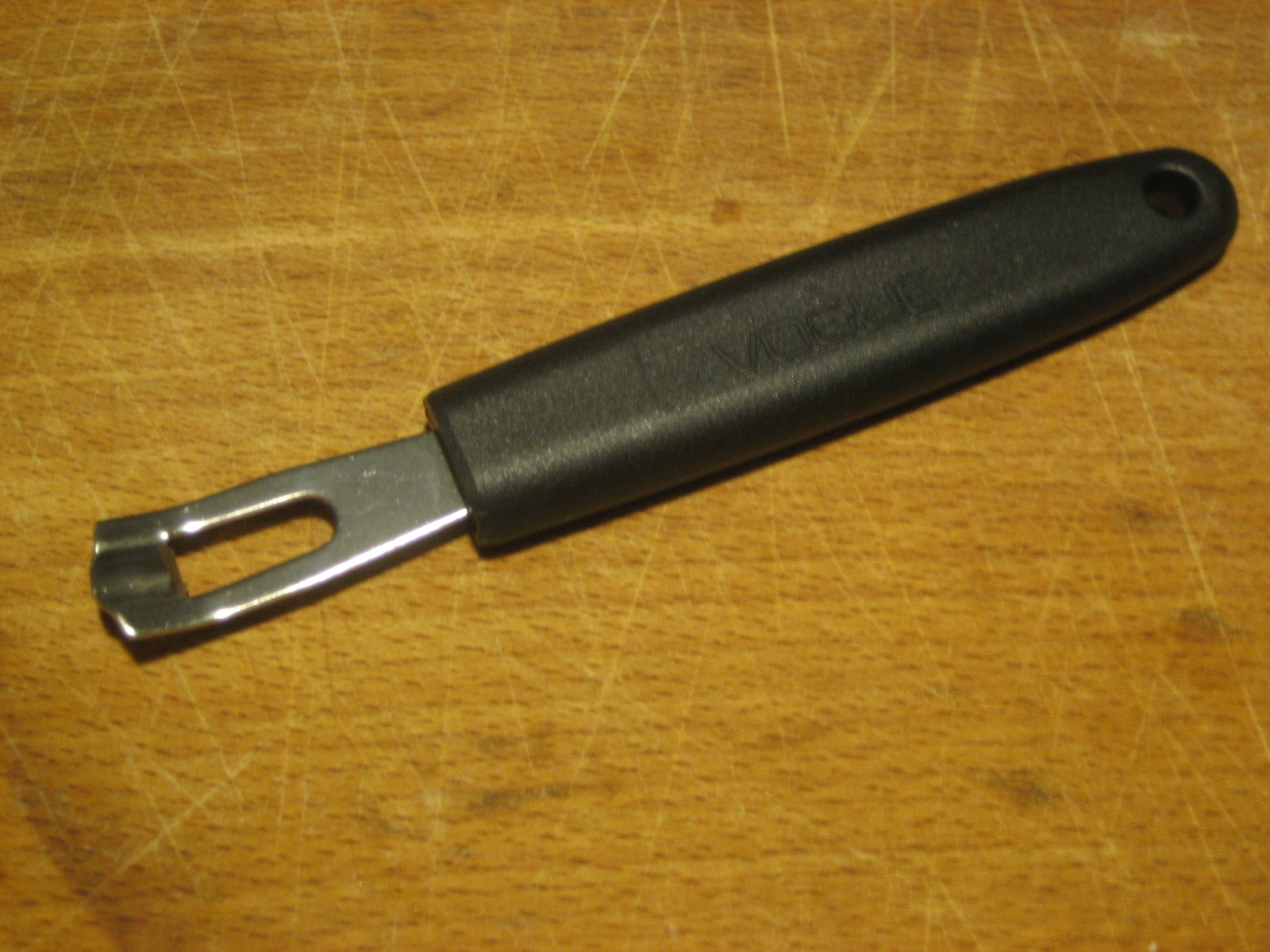
Canneleur

Ne doit pas être confondu avec cannelure.
Un canneleur est un ustensile de cuisine utilisé en cuisine et dans les laboratoires de pâtisseries et de boulangeries pour décorer les plats avec des fruits ou des légumes.

## Étymologie
Du verbe « canneler » (canne : petit roseau) ayant également donné naissance au terme « cannelé » (qui offre des cannelures, des sillons, des stries profondes.)

## Définition
Un canneleur est un couteau qui permet de décorer de façon superficielle un fruit (orange, citron) ou un légume (carotte). L'action de canneler étant de former des cannelures, incisions verticales sur la surface de ces aliments dans un sens décoratif,.

## Utilisation
Un canneleur permet de décorer un citron, une orange, ou même une courgette ou une carotte et réaliser des incisions, en forme de lignes ou des courbes pour créer certaines formes originales ou amusantes au fruit ou au légume ainsi décoré. C'est une petite dent située sur le dessus du canneleur, qui permet creuser les aliments et ainsi créer un sillon. Sa petite taille évite d'enlever trop de matière et de ne pas abîmer la chair du fruit ou du légume. Il existe des canneleurs pour droitiers et pour gauchers.
Lors de l'utilisation il faut saisir le fruit ou le légume d'une main et le canneleur de l'autre, puis appuyer le canneleur sur la peau de la même façon qu'un éplucheur. Le geste doit toujours être effectué du haut vers le bas et renouveler l'opération à un centimètre d'intervalle jusqu'à arriver à la première incision.